# Filjovskij park (Moskvas metro)
Filjovskij park (russisk: Филёвский парк) er en station på Filjovskajalinjen i Moskvas metro. Den åbnede i 1961 som en del af den vestlige udvidelse af Filjovskij radius. The station sits in a shallow cut, with the lower-level platform beneath (and perpendicular to) Minskaya street, which crosses it on an overpass. To indgangshaller (den ene åbnede i 2005 efter en renovering) er på det øverste niveau og giver adgang til gaden. Det meste af væggene er klædt med gråt marmor. Stationen blev tegnet af Rimidalv Pogrebnoi og Cheremin. Filjovskij park er den mest forfaldne af de stationer, der ligger over jord, og som et resultat heraf, gennemgår den nu en omfattende renovering for at reparere fire årtiers forfald på grund af vejret, vibrationer og forsømmelse.
| Jernbane | Spire Denne jernbaneartikel er en spire som bør udbygges. Du er velkommen til at hjælpe Wikipedia ved at udvide den. |